# Busicom
A Busicom Co., Ltd. (ビジコン株式会社, Bijikon Kabushiki-gaisha) foi uma empresa japonesa que fabricava e vendia produtos relacionados a computadores, com sede em Taitō, Tóquio. Ela detinha os direitos do primeiro microprocessador da Intel, o Intel 4004, que foi criado em parceria com a Intel em 1970.
Em 1969, a Busicom solicitou à Intel que projetasse um conjunto de circuitos integrados para uma nova linha de calculadoras eletrônicas programáveis.:261 Ao fazer isso, eles estimularam a invenção do primeiro microprocessador da Intel a ser comercializado,:262–263 o Intel 4004. A Busicom detinha os direitos exclusivos sobre o projeto e seus componentes em 1970, mas os compartilhou com a Intel em 1971.
Duas outras empresas fizeram negócios como "Busicom" ao longo dos anos: a Nippon Calculating Machine Corp, Ltd e, posteriormente, a Broughtons & Co. (Bristol) Ltd do Reino Unido.

## Nippon Calculating Machine Corporation, Ltd

### História
A Nippon Calculating Machine Corp foi constituída em 1945 e mudou seu nome em 1967 para Business Computer Corporation, Busicom. Devido a uma recessão no Japão em 1974, a Busicom tornou-se a primeira grande empresa japonesa do setor de calculadoras a falir. Originalmente, a empresa fabricava calculadoras mecânicas do tipo Odhner e, em seguida, passou a fabricar calculadoras eletrônicas, sempre usando designs de última geração. Eles criaram a primeira calculadora com um microprocessador para suas máquinas top de linha e foram os primeiros a fabricar calculadoras com um chip multifuncional, o Mostek MK6010, para sua linha de máquinas baratas.
Uma de suas últimas calculadoras mecânicas é a HL-21, uma máquina do tipo Odhner. Sua primeira calculadora com microprocessador é a Busicom 141-PF. Suas calculadoras de entrada, a Busicom LE-120A (Handy-LE) e a LE-120S (Handy), foram as primeiras a caber no bolso e também as primeiras calculadoras a usar um visor de LED.

### Microprocessador

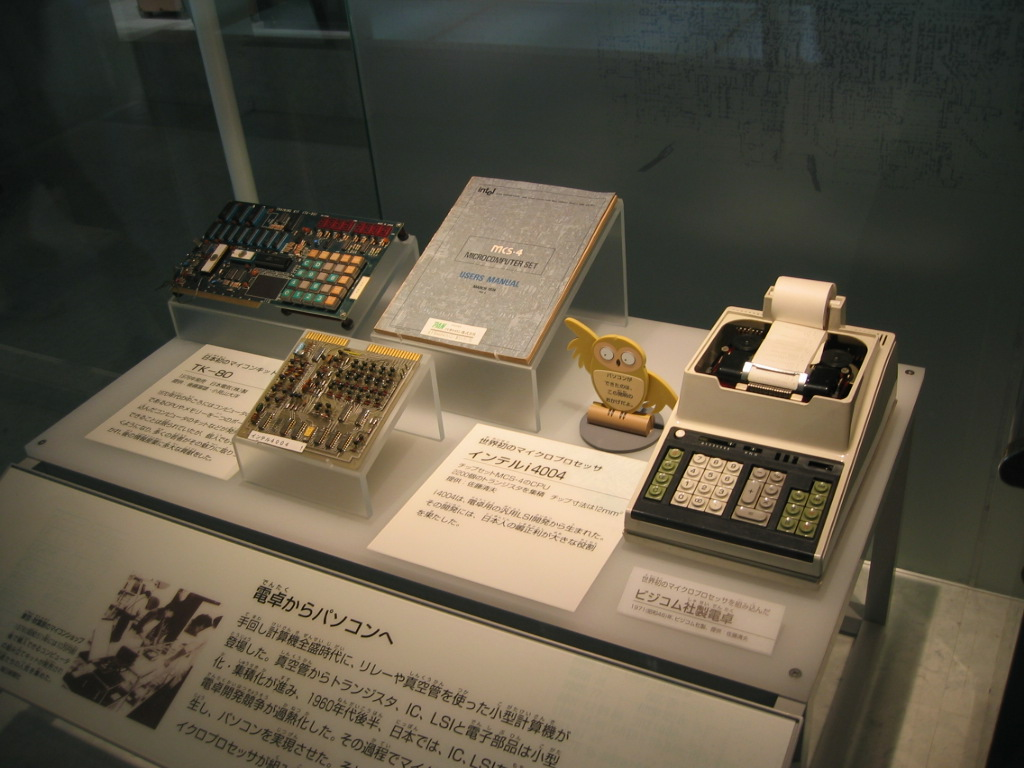
À esquerda, o kit NEC TK-80, baseado no chip Intel 8080, no centro, a placa-mãe da calculadora Busicom, baseada no chip Intel 4004, e à direita, a calculadora Busicom, totalmente montada em Ueno, Tóquio.

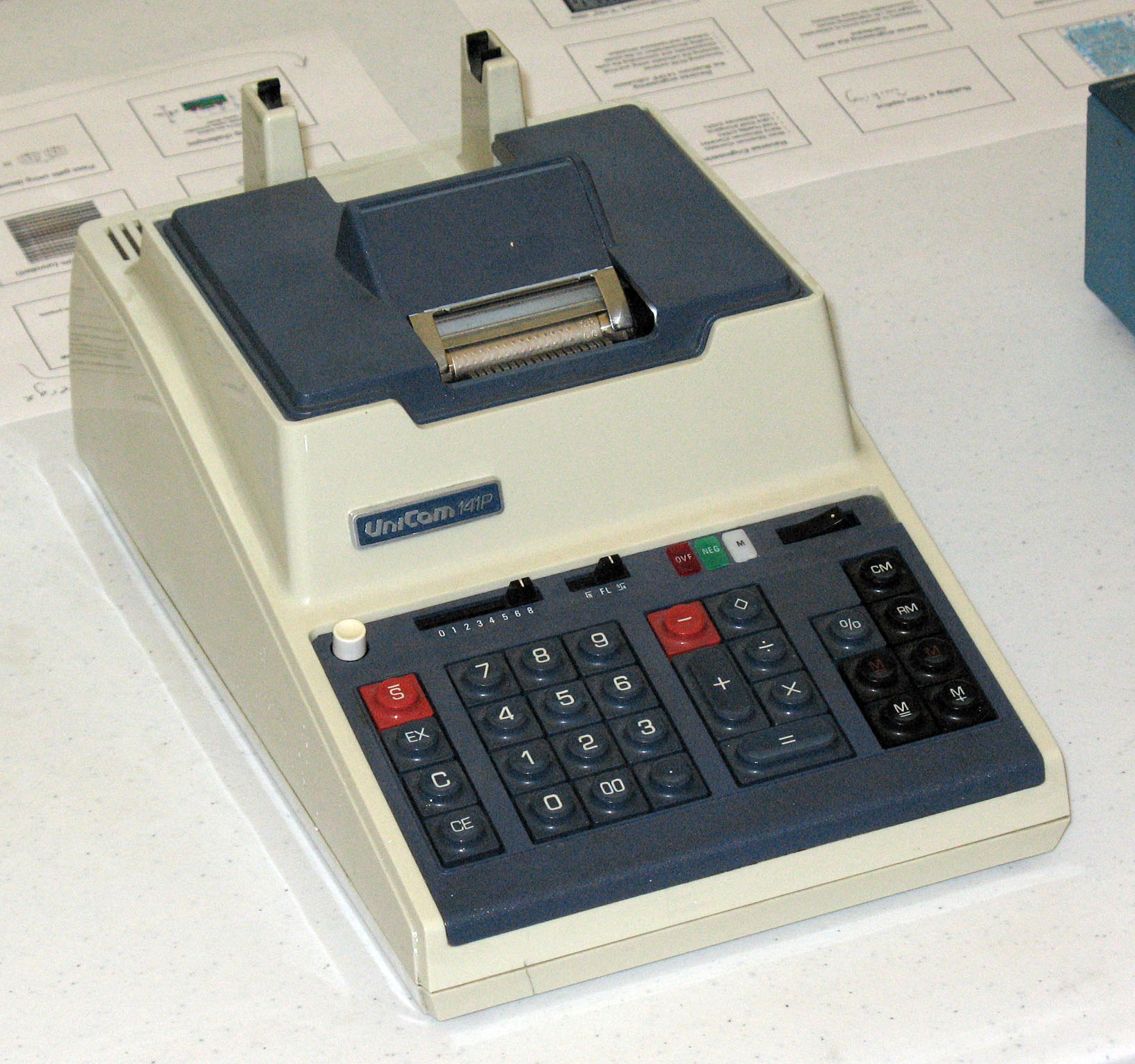
O Unicom 141P e o NCR 18-36 eram versões OEM do Busicom 141-PF.

Para limitar o custo de produção, a Busicom queria projetar um mecanismo de calculadora baseado em poucos circuitos integrados (CIs), contendo algumas ROMs e registradores de deslocamento, e que pudesse ser adaptado a uma ampla gama de calculadoras apenas trocando os chips de CIs de ROM.
Os engenheiros da Busicom criaram um projeto que exigia 12 CIs:263–265 e pediram à Intel, uma empresa fundada um ano antes, em 1968, com o objetivo de fabricar memória de acesso aleatório (RAM) de estado sólido, para finalizar e fabricar o mecanismo da calculadora. Tadashi Sasaki e Robert Noyce foram pessoas influentes para convencer a Busicom a mudar para o uso de microprocessadores.
Marcian Hoff, da Intel, foi encarregado de estudar o projeto da Busicom e apresentou uma arquitetura de 4 CIs muito mais elegante, centrada no que viria a ser o microprocessador Intel 4004, cercado por uma mistura de 3 CIs diferentes contendo ROM, registradores de deslocamento, portas de entrada/saída e RAM - o primeiro produto da Intel (1969) foi a SRAM bipolar de 64 bits 3101 Schottky TTL.
A gerência da Busicom concordou com a nova abordagem de Hoff e a implementação dos chips foi liderada por Federico Faggin, que havia desenvolvido anteriormente a tecnologia Silicon Gate na Fairchild Semiconductor. Foi essa tecnologia que possibilitou o projeto do microprocessador e das RAMs dinâmicas. Os 4 CIs foram entregues à Busicom em janeiro de 1971.
Em meados de 1971, a Busicom, que tinha o direito exclusivo sobre o projeto e seus componentes, pediu à Intel que baixasse seus preços. A Intel renegociou o contrato e a Busicom abriu mão de seus direitos exclusivos sobre os chips.
Poucos meses depois, em 15 de novembro de 1971, a Intel anunciou a disponibilidade imediata da primeira família de chipsets de microprocessadores, o conjunto de microcomputadores MCS-4 (todos do projeto Busicom) com um anúncio na Electronic News.

## Broughtons of Bristol
A Broughtons of Bristol era uma empresa que vendia e mantinha uma ampla linha de máquinas comerciais até encerrar suas operações em 2016.
Eles costumavam comprar a maioria de seus equipamentos da Busicom e compraram o nome comercial da Busicom quando esta faliu em 1974.